# Der Fall Dombronowska-Clemenceau
Der Fall Dombronowska-Clemenceau, auch geführt unter den Titeln Der Fall Clemenceau (Arbeitstitel) und Der Fall Dombronowska …! (Zensurtitel), ist ein deutsches Stummfilm-Kriminaldrama von William Kahn mit Carl Auen als Rat Anheim sowie Ludwig Hartau als Clemenceau und der Filmdebütantin Martha Orlanda als sein Mordopfer. Die Geschichte wurde nach Motiven des Romans L’affaire Clemenceau (1866) von Alexandre Dumas dem Jüngeren gestaltet.

## Handlung
Der Kunstmaler Pierre Clemenceau hat die junge Izza Dombronowska, angeblich die Tochter einer russischen Gräfin, geheiratet. Die junge Russin ist überaus leichtsinnig und nimmt es überdies, so vermutet Pierre, auch mit der ehelichen Treue nicht so genau. Eines Tages hat er genug von Izzas Eskapaden und Seitensprüngen und lässt sich von ihr scheiden. Doch bald spürt Clemenceau, dass er ohne seine Ex nicht leben kann, und versucht sie zurückzugewinnen. Doch ihr weiteres Benehmen schockiert ihn derart, dass er aus Verzweiflung keinen anderen Ausweg mehr sieht, als Izza umzubringen. 
Der Fall Clemenceau, zugleich ein Fall Dombronowska, wirbelt ordentlich Staub auf, und es kommt zu einem Sensationsprozess, der für reichlich Schlagzeilen sorgt. Grund genug für den Kriminalisten Rat Anheim, sich der Geschichte anzunehmen. Die Spürnase will die Gründe für Pierres Verzweiflungstat herausfinden, doch der Angeklagte schweigt über seine Motive wie ein Grab. Anheim rollt den Fall ganz von vorn auf, und allmählich ergeben seine Recherchen wie ein zusammengefügtes Puzzle einen Sinn. Rat Anheim kann, nachdem Pierre sein trauriges Schicksal nun doch offenbart, den Freispruch Clemenceaus erwirken. Der Täter aber entscheidet für sich, seiner persönlichen Reue mit dem Rückzug in ein Kloster Genüge zu leisten.

## Produktionsnotizen
Der Fall Clemenceau entstand im Frühjahr 1917, passierte im April die Filmzensur und wurde am 25. Mai 1917 in Berlins Unionspalast uraufgeführt. Die Länge des für die Jugend verbotenen Vierakters betrug 1561 Meter.

## Kritiken
In Wiens Neue Kino-Rundschau heißt es: „Die überaus sorgfältige Regie wird durch die trefflichen Darsteller unterstützt, die Photographie ist erstklassig.“
Die Neue Freie Presse der österreichischen Hauptstadt befand: „Die an dramatischen Effekten reiche Handlung  .. Verfehlt auch im Film die starke Wirkung nicht und wird insbesondere in der Gerichtssaalszene ihren Höhepunkt erreichen.“
Die Grazer Mittags-Zeitung meinte: „Das große Kriminal-Sittendrama … , das eine ideale Kinokunst zu einer erschütternden Filmtragödie geformt, dessen eindringliche Geschehnisse die tiefste Wirkung an den Beschauern auslöst, wird hier Aufsehen erregen.“